# Stephen Ira Beatty
Stephen Ira Beatty, né le 8 janvier 1992 à Los Angeles en Californie, est un auteur, réalisateur, militant LGBT+ et performeur américain. Il est l'aîné des quatre enfants des personnalités du cinéma Warren Beatty et Annette Bening. Né de sexe féminin, Stephen Ira Beatty entame une transition de genre en 2006. Rendue publique en 2010, la presse people médiatise surtout le fait que son père rejette ce choix, avant de déclarer l'accepter en 2016.

## Biographie

### Jeunesse et études (1992-2009)
Né Kathlyn Elizabeth Bening Beatty le 8 janvier 1992 à Los Angeles, dans État de Californie aux États-Unis, il est le premier enfant de l'acteur et cinéaste Warren Beatty et de l'actrice Annette Bening. Ses parents se marient l'année suivant sa naissance et ont trois autres enfants : Benjamin (1994), Isabel (1997) et Ella (2000). Il fait ses études à Buckley (en), école privée conservatrice, comme de nombreux enfants du gratin hollywoodien. Il étudie ensuite à l'université Arete, établissement pour enfants doués ou en difficulté scolaire, d'où il sort diplômé.
Sa transition ayant débuté à quatorze ans, l'atmosphère à Buckley est difficile. Cependant, l'université Arete accepte de l'inscrire sous le nom de Stephen Ira, qui demanda à ses camarades de classe de l'appeler ainsi et au masculin ; plusieurs de ses proches le soutiennent dans ses démarches. Stephen Beatty entre à l'université Sarah Lawrence de New York en 2007 et commence un traitement hormonal en décembre 2009,.

### Médiatisation et activisme (2010-)
Dans une vidéo publiée sur YouTube en 2010, il annonce publiquement être un homme trans s'appeler Stephen Ira. Pour le site web We Happy Trans, il ouvre le blog Super Mattachine (en référence à la Mattachine Society) pour parler de la transidentité,,. Le New York Times qualifie sa vidéo, devenue virale, de « cri de guerre d'une nouvelle génération ».
En 2013, l’État de New York l'engage pour un message d'intérêt public sur la transidentité et la transphobie produit par le Sylvia Rivera Law Project et la GLAAD,.

## Vie privée
En 2010, Warren Beatty et Annette Bening eurent du mal à accepter la transition de genre de leur fils : si elle déclare se remettre en question et le soutenir de son mieux, lui s'y oppose totalement et refuse des commentaires dans la presse,,. En 2016, Warren Beatty s'exprime pour la première fois sur la transition de son fils en disant qu'il est son « héros ».
En 2010, Stephen Ira Beatty déclare avoir toujours voulu des enfants,.